# Borki Walkowskie
Borki Walkowskie – wieś w Polsce położona w województwie łódzkim, w powiecie wieluńskim, w gminie Osjaków.
W latach 1975–1998 miejscowość administracyjnie należała do województwa sieradzkiego.